# Cérons
Cérons  ist eine französische Gemeinde im Département Gironde in der Region Nouvelle-Aquitaine. Die etwa 30 km südöstlich von Bordeaux gelegene Gemeinde hat 2131 Einwohner (Stand 1. Januar 2022), verfügt über eine Grundfläche von 783 Hektar und liegt auf einer mittleren Höhe von 14 Metern über dem Meer.

## Bevölkerungsentwicklung
| Jahr                      | 1962 | 1968 | 1975 | 1982 | 1990 | 1999 | 2006 | 2016 |
| Einwohner                 | 1253 | 1241 | 1281 | 1308 | 1319 | 1347 | 1556 | 2092 |
| Quelle: Cassini und INSEE |      |      |      |      |      |      |      |      |

## Verkehr
Cérons liegt an der Bahnstrecke Bordeaux–Sète und wird im Regionalverkehr mit TER-Zügen bedient.

## Sehenswürdigkeiten
- Kirche Saint-Martin
- Schloss

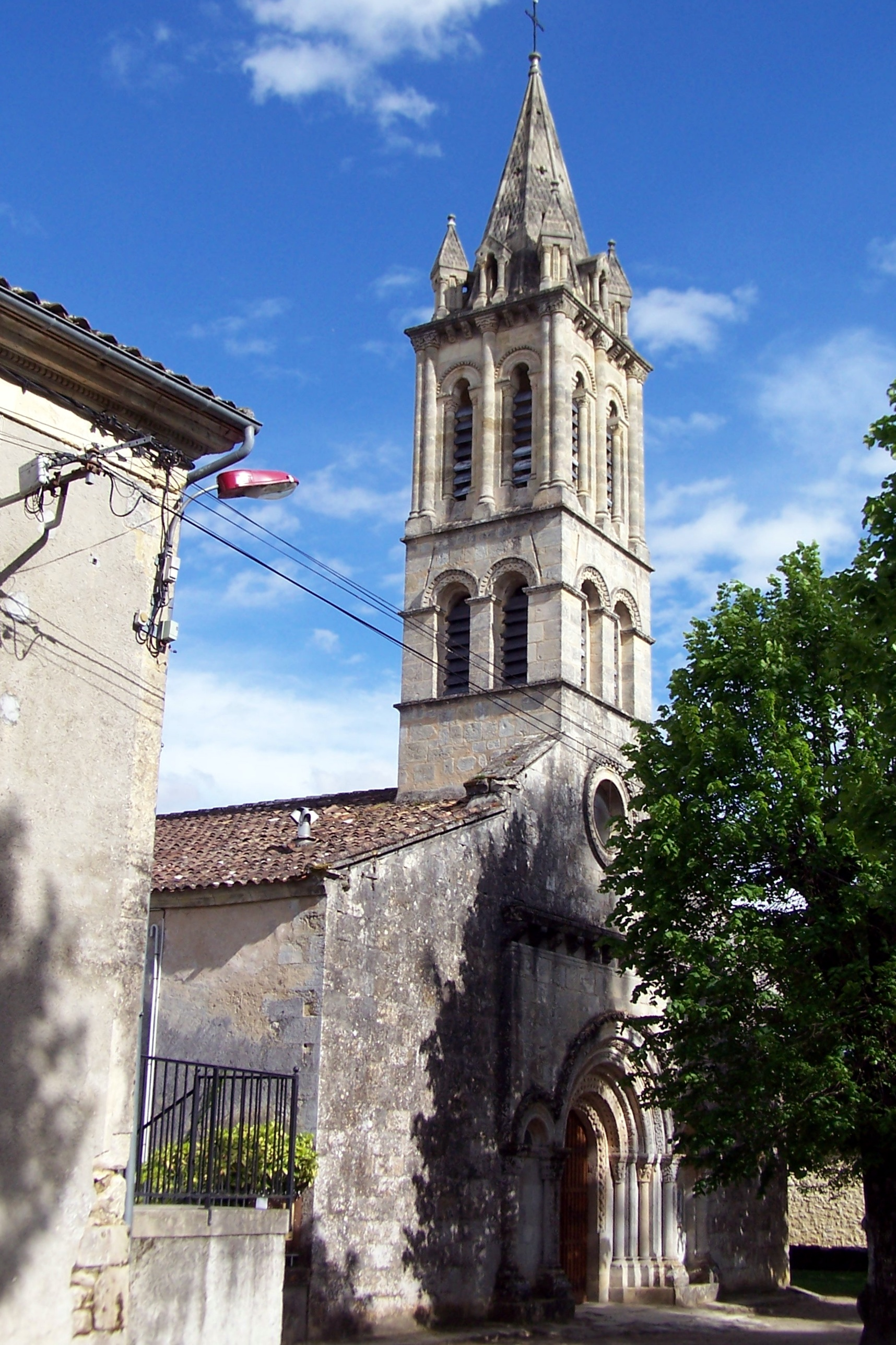
Kirche Saint-Martin

Siehe auch: Liste der Monuments historiques in Cérons

## Weinbau
Die Gemeinde gibt der Appellation Cérons ihren Namen. Dort werden qualitativ hochwertige Süßweine hergestellt. Cérons liegt nur unweit der Weinbaugebiete Barsac und Sauternes.

## Persönlichkeiten
- André Marceau (* 1946), römisch-katholischer Geistlicher, Bischof von Perpignan-Elne 2004–2014, Bischof von Nizza 2014–2022